# فرانتس دو پاتر

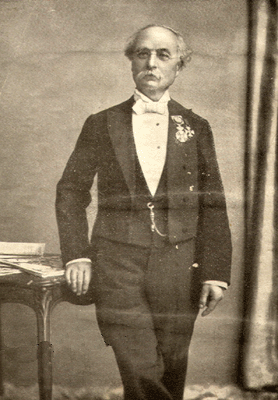
فرانتس د پاتر

فرانتس دو پاتر (۴ ژانویه ۱۸۳۴، خنت – ۱۵ اوت ۱۹۰۴) نویسنده بلژیکی به زبان هلندی بود.
او منشی ارشد فوندسنبلاد خنت و از سال ۱۸۸۶ به بعد دبیر آکادمی فلاندری بود. او آثاری بسیاری نوشت، مانند تاریخ ادبیات هلندی(۱۸۵۴)، سرودهای ملی (۱۸۶۱، یک کانتاتا ژاکوب فن آرتولد (۱۸۶۳)، تاریخ خنت و کورتریجک، تاریخ ژاکوبا فن بیرن (۱۸۸۰).
کتابشناسی فلامش در ۱۸۹۳و تاریخ شهرداری های شرق فلاندر، (۴۶ جلد). از اهمیت ویژه‌ای در آثار او برخوردار است. او برای جشنواره های شهری در فلاندر خود در سال ۱۸۷۰ جایزه دریافت کرد. او همچنین یک رمان تاریخی به نام رابرت فن والوا ته خنت (۱۸۶۲) نوشت.
فرانس دو پاتر بنیانگذار اصلی دیویدزفوند کاتولیک رومی بود و اولین دبیر کل آن شد و در سال ۱۸۸۶ آکادمی فلاندری را در خنت به عنوان مکمل آکادمی سلطنتی در بروکسل ایجاد کرد.

## کتابشناسی - فهرست کتب
- املای اسامی جغرافیایی در: هت بلفورت: جلد  (۱۸۸۶)
- گوشه ای از شهر خنت. در:: هت بلفورت: جلد ۱ (۱۸۸۶)

## همچنین ببینید
- ادبیات فلاندری